# Josef-Retzer-Straße 42

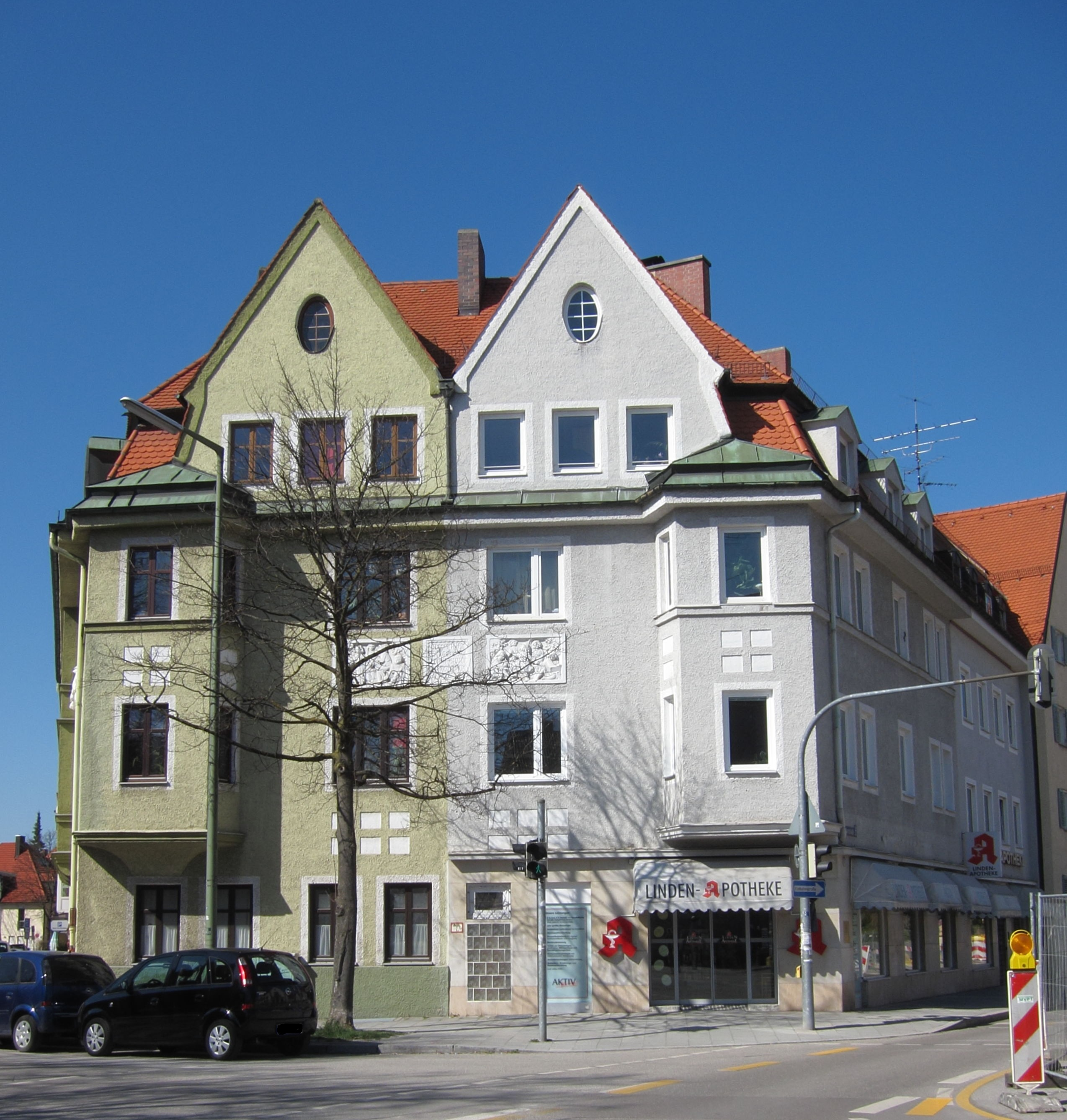
Haus Josef-Retzer-Straße 42 im Stadtteil Pasing von München, linke Seite der Baugruppe

Das Gebäude Josef-Retzer-Straße 42 im Stadtteil Pasing der bayerischen Landeshauptstadt München wurde 1910 errichtet. Das Mietshaus ist ein geschütztes Baudenkmal.
Der dreigeschossige Eckbau mit Mansardwalmdach, Zwerchhäusern, Erkern und figürlichem Relief bildet eine Baugruppe mit dem Gebäude Bäckerstraße 22. Diese wurde von den Gebrüdern Ott für den Bauherrn Johann Hieronymus errichtet.  
Beide Gebäude füllen den nördlichen spitzen Winkel der Kreuzung Josef-Retzer-Straße/Bäckerstraße aus.